# جیمز کان
جیمز ادموند کان (انگلیسی: James Edmund Caan؛ ۲۶ مارس ۱۹۴۰ – ۶ ژوئیهٔ ۲۰۲۲) بازیگر آمریکایی بود. او برای نقش‌آفرینی‌هایش نامزد دریافت یک جایزهٔ اسکار، یک جایزهٔ امی و چهار جایزهٔ گلدن گلوب شده بود. در سال ۱۹۷۸ ستاره‌ای با نام او در پیاده‌روی مشاهیر هالیوود نصب شد.
عمده شهرت کان به خاطر نامزدی جایزه اسکار برای نقش‌های سانی کورلئونه در فیلم پدرخوانده و نقش پل شلدون در فیلم میزری است.

## زندگی‌نامه
جیمز کان در محله برانکس نیویورک زاده شد. پدر او قصاب بود.
جیمز کان در آغاز می‌خواست بازیکن فوتبال آمریکایی باشد. اما هنگامیکه شروع به تحصیل در دانشگاه هوفسترا کرد به بازیگری علاقه‌مند شد. او در همان دانشگاه با فرانسیس فورد کوپولا آشنا شد.
کان در دهه ۱۹۶۰ در چند فیلم از جمله خط قرمز ۷۰۰۰ و ال دورادو بازی کرد. اما بازی در فیلم پدرخوانده در سال ۱۹۷۲ او را به بازیگری‌شناس بدل کرد. او برای بازی در نقش برادر مایکل کورلئونه نامزد جایزه اسکار برای نقش بهترین هنرپیشه مکمل شد. در آغاز او می‌خواست نقش مایکل کورلئونه را بازی کند و مدیران استودیو پارامونت پیکچرز او را می‌پسندیدند. اما فرانسیس کاپولا بر بازی آل پاچینو برای آن نقش پافشاری می‌کرد. برای ساختن صحنه تیراندازی و مرگ کان در آن فیلم، بیش از ۱۴۰ کیسه خون انفجاری روی بدن او نصب کردند.
کان در اوایل دهه ۱۹۸۰ برای مدتی کمتر دیده شد. برخی آنرا به اعتیاد به مواد مخدر و مرگ خواهرش مرتبط می‌دانند. او با بازی موفق در فیلم‌هایی مانند اِلف و فلاکت به سینما بازگشت.

## مرگ
جیمز کان در سال‌های آخر عمر خود بیشتر در توییتر فعال بود و دنبال‌کننده‌های زیادی داشت. او توییت‌هایش را با گزاره‌هایی «آخر توییت» به پایان می‌رساند. در آخرین پست توییتری آمده است: «با نهایت اندوه درگذشت جیمی را در غروب روز ششم ژوئیه اعلام می‌کنیم… آخر توییت.»
کان در ۶ ژوئیه ۲۰۲۲ در سن ۸۲ سالگی در لس آنجلس درگذشت. راب راینر، فرانسیس فورد کاپولا، باربارا استرایسند، آل پاچینو و آدام سندلر و دیگران به کان ادای احترام کردند.

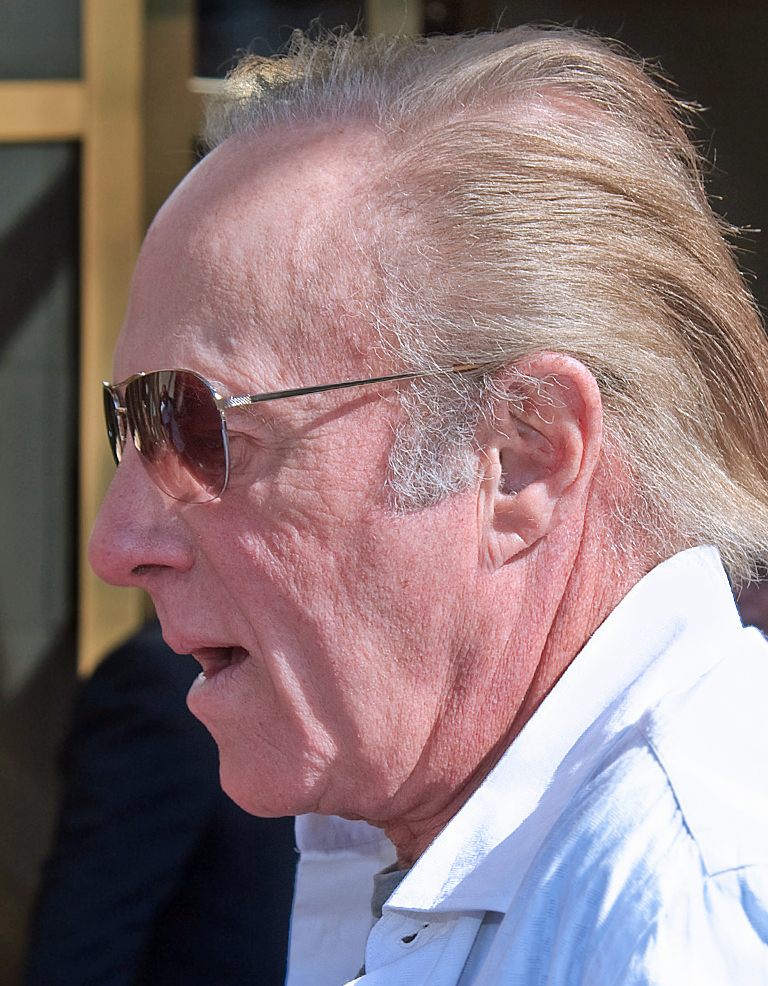
کان در جشنواره بین‌المللی فیلم تورنتو ۲۰۱۰

## گزیده فیلم‌شناسی
| عنوان                             | سال  | نقش                                    | توضیحات                                                                                             |
| --------------------------------- | ---- | -------------------------------------- | --------------------------------------------------------------------------------------------------- |
| ایرما خوشگله                      | ۱۹۶۳ | Soldier with radio                     | (در عنوان‌بندی نیامده)                                                                               |
| ال‌دورادو                          | ۱۹۶۶ | Alan Bourdillion Traherne ('میسیسیپی') | |
| بازی‌ها                            | ۱۹۶۷ | پائول مانتگامری                        | |
| شمارش معکوس                       | ۱۹۶۸ | Lee Stegler                            | |
| مردمان باران                      | ۱۹۶۹ | Jimmy Kilgannon (قاتل)                 | |
| فرار کن، خرگوش                    | ۱۹۷۰ | فرار کن، خرگوش                         | |
| پدرخوانده                         | ۱۹۷۲ | سانی کورلئونه                          | نامزدی – جایزه اسکار بهترین بازیگر نقش مکمل مرد نامزدی – جایزه گلدن گلوب بهترین بازیگر نقش مکمل مرد |
| آزادی سیندرلا                     | ۱۹۷۳ | جان بگز جونیور                         | |
| قمارباز                           | ۱۹۷۴ | اکسل فرید                              | نامزدی – جایزه گلدن گلوب بهترین بازیگر مرد فیلم درام                                                |
| پدرخوانده: قسمت دوم               | ۱۹۷۴ | Sonny Corleone                         | (در عنوان‌بندی نیامده cameo)                                                                         |
| رولربال                           | ۱۹۷۵ |                                        | |
| بانوی مسخره                       | ۱۹۷۵ |                                        | |
| پلی در دوردست                     | ۱۹۷۷ | سرگرد ادی دوئن                         | |
| ۱۹۴۱                              | ۱۹۷۹ | Sailor in fight                        | (در عنوان بندی نیامده)                                                                              |
| سارق                              | ۱۹۸۱ | فرانک                                  | |
| یکی و دیگری                       | ۱۹۸۴ |                                        | |
| دیک تریسی                         | ۱۹۹۰ | Spud Spaldoni                          | |
| میزری                             | ۱۹۹۰ | پائول شلدون                            | نامزدی – Saturn Award for Best Actor                                                                |
| برای پسران                        | ۱۹۹۱ | ادی اسپارکس                            | |
| عقب‌مانده تاریک                    | ۱۹۹۱ |                                        | |
| ماه عسل در وگاس                   | ۱۹۹۲ |                                        | |
| گوشت و استخوان                    | ۱۹۹۳ |                                        | |
| طرح                               | ۱۹۹۳ |                                        | |
| ستاره قطبی                        | ۱۹۹۶ | شان مک‌لنن                              | |
| منور                              | ۱۹۹۶ | آقای هنری                              | |
| پاک‌کن                             | ۱۹۹۶ | U.S. Marshal Robert Deguerin           | |
| ضدگلوله                           | ۱۹۹۶ |                                        | |
| این پدر من است                    | ۱۹۹۸ |                                        | |
| میکی زاغه                         | ۱۹۹۹ |                                        | |
| محوطه                             | ۲۰۰۰ |                                        | |
| شهر ارواح                         | ۲۰۰۲ |                                        | |
| داگویل                            | ۲۰۰۳ | The Big Man                            | |
| الف                               | ۲۰۰۳ | والتر هابز                             | |
| اسمارت را بگیر                    | ۲۰۰۸ | رئیس                                   | |
| نیویورک، دوستت دارم               | ۲۰۰۹ | Mr. Riccoli                            | (segment "Brett Ratner")                                                                            |
| مردان متوسط                       | ۲۰۰۹ |                                        | |
| ابری با احتمال بارش کوفته قلقلی   | ۲۰۰۹ | تیم لاک‌وود (پدر فلینت)                 | (صدا)                                                                                               |
| جرم هنری                          | ۲۰۱۰ | مکس                                    | |
| جدایی                             | ۲۰۱۱ | Mr. Seaboldt                           | |
| پیوندهای خونی                     | ۲۰۱۳ | Leon Pierzynski                        | |
| ابری با احتمال بارش کوفته قلقلی ۲ | ۲۰۱۳ | تیم لاک‌وود (پدر فلینت)                 | (صدا)                                                                                               |
| سرزمین‌های مقدس                    | ۲۰۱۷ |                                        | |